# Kathryn Hahn
Kathryn Hahn, född 23 juli 1973 i Westchester, Illinois, är en amerikansk skådespelare, mest känd som Lily i kriminalserien Jordan, rättsläkare. Hon har även en biroll i TV-serien Parks and Recreation samt i långfilmen Revolutionary Road.

## Filmografi (i urval)
- 2001–2007 – Jordan, rättsläkare (TV-serie)
- 2003 – Hur man blir av med en kille på 10 dagar
- 2004 – Win a Date with Tad Hamilton!
- 2007 – The Last Mimzy
- 2008 – Revolutionary Road
- 2008 – Step Brothers
- 2009 – The Goods: Live Hard, Sell Hard
- 2011 – Our Idiot Brother
- 2012 – Parks and Recreation (TV-serie)
- 2012 – Girls (TV-serie)
- 2012 – Wanderlust
- 2013 – Familjetrippen
- 2013 – Bad Words
- 2013 – The Secret Life of Walter Mitty
- 2014 – This Is Where I Leave You
- 2015 – She's Funny That Way
- 2015 – The D Train
- 2015 – Tomorrowland: A World Beyond
- 2015 – Bad Moms
- 2018 – Hotell Transylvanien 3: En monstersemester (röst)
- 2018 – Spider-Man: Into the Spider-Verse (röst)
- 2020 – I Know This Much Is True (TV-serie)
- 2020 – Central Park (TV-serie) (röst)
- 2021 – WandaVision (TV-serie)
- 2022 – Glass Onion: A Knives Out Mystery
- 2023 – Tiny Beautiful Things (TV-serie)
- 2024 – Agatha (TV-serie)
- 2025 – Fixed (röst)